# شبدرآبیان
شبدرآبیان تیره‌ای از گیاهان ناجورهاگ آبی است.